# KINYRAS
KINYRAS es un sistema doméstico de cable de telecomunicaciones submarino en el Mar Mediterráneo a través de la costa de Chipre.
Tiene puntos de amarre en:
- Geroskipou/Yeroskipos (en griego: Γεροσκήπου), Distrito de Pafos
- Pentaskhinos

Tiene una capacidad de transmisión de diseño de 6 x 2.5 Gbit/s y una longitud total de cable de 140 km. Comenzó a funcionar en 1994.